# El Soler (les Preses)
El Soler és una masia del municipi de les Preses inclosa en l'Inventari del Patrimoni Arquitectònic de Catalunya.

## Descripció
Edifici format per diferents cossos. Al portal hi ha una gran llinda amb un relleu en forma de sol i datada el 1789. Aquest portal és l'entrada principal i s'hi accedeix per unes escales de pedra aixoplugades per un teulat sostingut en unes columnes de forma quadrada. També hi ha una argolla de ferro. Davant la casa hi ha una masoveria, una cabana i una era. A la façana esquerra hi ha balcons i finestres amb pedra treballada. Més avall es troba un pou de pedra datat l'any 1778.

## Història
Havia estat del monestir d'Amer i antigament s'anomenava La Nespleda per la infinitat de nesplers existents en aquella contrada. La casa ja és citada l'any 922.
A principis del segle xiii ja se'l coneixia per Mas Soler. Es troba citada Miquela Soler, hereva del mas Soler del Corb, en una reunió pública en què es feu l'arrendament de Bartomeu de Montagut, el qual havia fet i firmat l'honorable Esteve Collferrer el 4 de juliol de 1560.